# 福雷斯特鎮區 (愛荷華州溫納貝戈縣)
福雷斯特鎮區（英語：Forest Township）是位於美國愛荷華州溫納貝戈縣的一個行政鎮區。

## 地方資料
根據2010年美國人口普查的數據，福雷斯特鎮區的面積為91.60平方千米，當中陸地面積為91.32平方千米，而水域面積為0.28平方千米。當地共有人口4611人，而人口密度為每平方千米50.34人。